# NGC 5019
NGC 5019 (również PGC 45885 lub UGC 8288) – galaktyka spiralna z poprzeczką (SB?), znajdująca się w gwiazdozbiorze Panny. Odkrył ją William Herschel 17 kwietnia 1786 roku. Jest zaliczana do radiogalaktyk.